# Dylan Vente
Dylan Vente (* 9. Mai 1999 in Rotterdam) ist ein niederländischer-surinamischer Fußballspieler, der aktuell beim SC Heerenveen unter Vertrag steht. Seit 2024 ist er Nationalspieler von Suriname.

## Karriere

### Verein
Dylan Vente spielte bei seinem Heimatclub Feyenoord Rotterdam. Dort erhielt er 2017 einen Profivertrag und debütierte wenig später, am 17. September auch in der Eredivisie bei der 0:1-Niederlage gegen PSV Eindhoven. Ein paar Tage davor spielte er schon in der Champions League gegen Manchester City (0:4).
Zwei Jahre später wurde er nach Waalwijk zum RKC verliehen, wo er auch einige Spiele machte und Spielpraxis sammeln sollte. Bei Waalwijk konnte er in 17 Ligaspielen auflaufen.
Nach einem weiteren Einsatz für Feyenoord wurde er erneut verliehen, diesmal an Roda JC Kerkrade. Er debütierte in der eersten Divisie am 30. Januar 2021 (22. Spieltag) bei einem 5:0-Sieg über den FC Dordrecht. Sein halbjährige Leihe beendete er mit fünf Toren in 17 Ligaspielen. Nach Ablauf der Leihe wurde er ablösefrei von Roda verpflichtet. Dort wurde er zum Stammspieler und einer der besten Spieler im Team. In der Saison 2021/22 schoss er 25 Tore und gab sieben Vorlagen in 42 Einsätzen wettbewerbsübergreifend. Die Spielzeit 2022/23 beendete er mit 21 Toren und sechs Vorlagen in allen 38 Ligaspielen.
Vente unterzeichnete am 31. Juli 2023 einen Dreijahresvertrag beim schottischen Erstligisten Hibernian Edinburgh der eine Ablösesumme in höhe von ca. 900.000 € zahlte. Dort spielte er in der Saison 2023/24 30 Ligaspiele und traf fünfmal. Mit den Schotten spielte er zudem in der Qualifikation der Conference League. Im August 2024 wurde Vente nach zwei weiteren schottischen Ligapartien an PEC Zwolle verliehen. Er erzielte für Zwolle in 30 Spielen 13 Tore. Vente wechselte im Juni 2025 für eine Ablösesumme von rund 1 Million Pfund von Hibernian zum SC Heerenveen und unterschrieb einen Vierjahresvertrag.

### Nationalmannschaft
Vente spielte für diverse Juniorennationalmannschaften der Niederlande. Die meisten Einsätze bekam er bei der U17 und der U19. Im März 2024 wurde Vente erstmals vom surinamischen Fußballverband in den Kader für das bevorstehende Länderspiel gegen Martinique berufen. Sein Debüt für die A-Nationalmannschaft von Suriname gab er am 5. September 2024 gegen Guyana nachdem er für Gleofilo Vlijter eingewechselt wurde.

## Familie
Vente ist der Großneffe der ehemaligen Feyenoord-Legende Leen Vente, der zwischen 1936 und 1941 in 82 Spielen für den Verein 65 Tore erzielte.

## Erfolge
Feyenoord Rotterdam
- Niederländischer Pokalsieger: 2018
- Johan-Cruyff-Schale: 2018, 2019